# Kuta Utara
Kuta Utara (Nord Kuta) ist indonesischer Distrikt (Kecamatan) im Regierungsbezirk Badung. Es ist ein bei digitalen Nomaden beliebtes Wohngebiet im Süden der indonesischen Insel Bali. Ende 2021 lebten hier über 85.000 Menschen.

## Verwaltungsgliederung
Der Kecamatan gliedert sich in sechs Dörfer. von denen die eine Hälfte ländlichen Charakter hat (Desa), während die andere Hälfte städtisch geprägt ist (Kelurahan).
| Kode PUM 1    | Dorf 2          | Fläche (km²) Ende 2021 | Einwohner Census 2010 | Einwohner Census 2020 | Einwohner Ende 2021 | Dichte Einw. pro km² |
| ------------- | --------------- | ---------------------- | --------------------- | --------------------- | ------------------- | -------------------- |
| 51.03.06.1001 | Kerobokan Kelod | 8,22                   | 11.119                | 16.804                | 10.722              | 1.304,38             |
| 51.03.06.1002 | Kerobokan       | 4,64                   | 11.488                | 13.815                | 10.452              | 2.252,59             |
| 51.03.06.1003 | Kerobokan Kaja  | 3,74                   | 20.765                | 21.414                | 18.169              | 4.858,02             |
| 51.03.06.2004 | Tibubeneng      | 6,78                   | 12.876                | 14.366                | 12.081              | 1.781,86             |
| 51.03.06.2005 | Canggu          | 5,85                   | 6.796                 | 7.088                 | 6.829               | 1.167,35             |
| 51.03.06.2006 | Dalung          | 6,45                   | 32.145                | 30.228                | 27.065              | 4.196,12             |
| 51.03.06.     | Kec. Kuta Utara | 33,86                  | 95.189                | 103.715               | 85.318              | 2.519,73             |
Ergebnisse aus Zählung:
2010 und 2020, Fortschreibung (Datenstand: Ende 2021)

## Bevölkerung

### Bevölkerungsentwicklung der letzten drei Halbjahre
| Datum      | Fläche (km²) | Einwohner | männlich | weiblich | Dichte (Einw./km²) | Sex Ratio (m*100/w) |
| ---------- | ------------ | --------- | -------- | -------- | ------------------ | ------------------- |
| 31.12.2020 | 35,68        | 81.551    | 40.541   | 41.010   | 2.285,6            | 98,9                |
| 30.06.2021 | 35,68        | 80.670    | 40.131   | 40.539   | 2.260,9            | 99,0                |
| 31.12.2021 | 36,00        | 85.318    | 42.402   | 42.916   | 2.369,9            | 98,8                |
Fortschreibungsergebnisse